# Јеврем Жујовић
Јеврем Жујовић (Београд, 1860 — Београд, 14. јануар 1944) био је први српски дерматовенеролог, један од организатора специјалистичке службе широм Србије, активан члан Српског лекарског друштва, писац бројних научних дела из области дерматовенерологије. Остаће запамћен и по томе  што је једини проучавао лепру (губу), трагајући за њом по најзабаченијим крајевима Краљевине Србије.
Као официр војске Србије, био је учесник Српско-бугарског рата (1885), Првог и Другог Балканског рата и Првог светског рата (1912 — 1918). Био је потпредседник Друштва Црвеног крста Краљевине Југославије и први председник новооснованог Удружења дерматовенереолога Краљевине Југославије. Добитник је многих награда и одликовања.

## Живот и каријера
Детињство и породично стабло
Родио се у Београду 1860. године, од оца Младена Жујовића и мајка Јелена, рођене Данић, из познатих породица које су генерацијама давала ратнике, политичаре и научнике. Угледна породица његовог оца предвођена Јевремовим дедом Миленком Жујовићем, бежећи од Османлија, преселила се у Србију из родне Сјенице почетком 19. века и настанили у Неменикући испод планине Космај. Миленко Жујовић (1756 — 1836), „отац породице”, учествовао је у Првом српском устанку и у њему страдо од задобијених рана. Миленков брат Јован (умро 1825), био је командант Карађорђеве војске, и учесник свих битака у Првом српском устанку.
Отац Јеврема Жујовића, Младен Жујовић (1810 — 1899), био је један од првих српских официра школованих у Русији, члан Сентандрејске скупштине, био је службеник код кнеза Михајла, прво као градоначелника града Београда (25. 9. 1840 - до краја 1841), потом као Државни саветник, начелник Главне војне команде у звању министра.
Јован Жујовић (1856 — 1936), био је старији брат Јеврема Жујовића, оснивач српске геологије, професор на Универзитету у Београду, ректор гимназије, члан Српског ученог Друштво и Српске краљевске академија, њен председник и секретар, члан Југословенске академије наука и уметности у Загребу, члан више међународних и научних друштва и министар иностраних послова.
Школовање
Гимназију је завршио у Београду 1878. године, а Медицински факултет у Паризу 1885. године. Две године касније (1887) у Париз је специјализираo дерматовенерологију, код водећег европског сифилолога тога доба професора Фурнијеа. Поново је боравио у Паризу на усавршавању у једној од париских болница, 1909. године.
Стручни рад
Медицином је почео да се бави 1885. као окружни лекар у Београду, a по окончању специјализације у Паризу 1888. године и повратка у Србију, од 1889. године обављао је дужност шефа Одељења за кожне и венеричне болести Опште државне болнице у Београду.
После окончања Првог светског рата од 1919. године Жујовић је наставио да ради у Одељењу за кожне и венеричне болести Опште државне болнице у Београду, која је временом постала препозната по Јевремовим иновативним начинима рада и посвећености истраживању и сарадњи је са обновљеним и новооснованим дерматовенереолошким институције у Београду, Србији и Краљевини Југославији.
Учешће у ратовима
Као припадник војске Србије и резервни санитетски официр учествовао је у:
- Српско-бугарском рату (1885),
- Првом и Другом Балканском рату
- Првом светском рату, у коме је пратећи српску војску преко Албаније организовао кухиње, пољске и резервне војне болнице, при чему је и сам оболео од пегавог тифуса.

Др Јован Жујовић је у заслужену пензију отишао 1927. године. Преминуо је пред сам крај Другог светског рата, на јулијанску Нову годину, 14. јануара 1944. године, у својој кући у Улици краља Милана 42 у Београду. Сахрањен је на Новом гробљу у Београду, не доживевши ослобађање своје земље, у чијем ослобађању је више пута учествовао.

## Дело
Искуство, знање, углед и ауторитет др Јеврем Жујовића били су окосница брзог послератног развоја дернматовенерологији у Краљевини Југославији. Његова помоћ у практичној настави дерматовенереологије у новооснованој Медицинској школи у Београду била је у другој и трећој деценији 20. века од изузетног значаја.
Као водећи дерматовенеролог 1927. године изабран је за првог председника новооснованог Југословенског дерматовенеролошког друштва.
Друге активности
- Потпредсеник Друштва Црвеног крста Краљевине Југославије.
- Члан Савета гувернера Лиге друштава Црвеног крста.
- Председник Југословенског дерматовенеролошког друштва.

## Признања
Др Јеврем Жујовић, за свој рад награђен је следећим одликовањима:
- Орден белог орла IV степена
- Споменица на рат 1885. године
- Споменица на рат 1886 године
- Медаља за ревносну службу (1913)
- Орден Светог Саве II реда
- Орден Светог Саве IV реда
- Орден Светог Саве V реда
- Медаља I класе Белгијског црвеног крста.